# Марти-и-Альсина, Рамон
Рамон Марти-и-Альсина (кат. Ramon Martí i Alsina, 10 августа 1826, Барселона — 21 декабря 1894, Барселона) — каталонский художник, представитель реалистического направления в искусстве.

## Жизнь и творчество
Один из крупнейших художников-реалистов Испании и Каталонии. В молодости изучал философию. В 1850 женился на балеарке Карлоте Морено, в этом браке у них родились пятеро детей.
Был членом Ассоциации друзей изящных искусств Барселоны (Asociación de Amigos de las Bellas Artes de Barcelona). В 1855 приехал в Париж, где тогда проходила Всемирная выставка; учился у Густава Курбе, знакомился с живописью барбизонской школы. В 1858 участвовал в Национальной выставке живописи (Мадрид), где его полотно Уроки природы (Estudi del Natural) завоевало третье место.
Преподавал в барселонской Королевской академии изящных искусств Сан-Жорди. Среди его учеников — Модест Урхель, Жоаким Вайреда, Галофре, Рамон Тускетс-и-Маньон. В 1868 основал «Общество художественных выставок Барселоны». В том же году был награждён медалью «Общества друзей живописи» города Лиона. В 1891 удостоился почётного диплома Барселоны из картину «Кампания у Санта-Барбары». В поздних полотнах его ощущается влияние импрессионистской живописи.

## Галерея

Некоторые работы
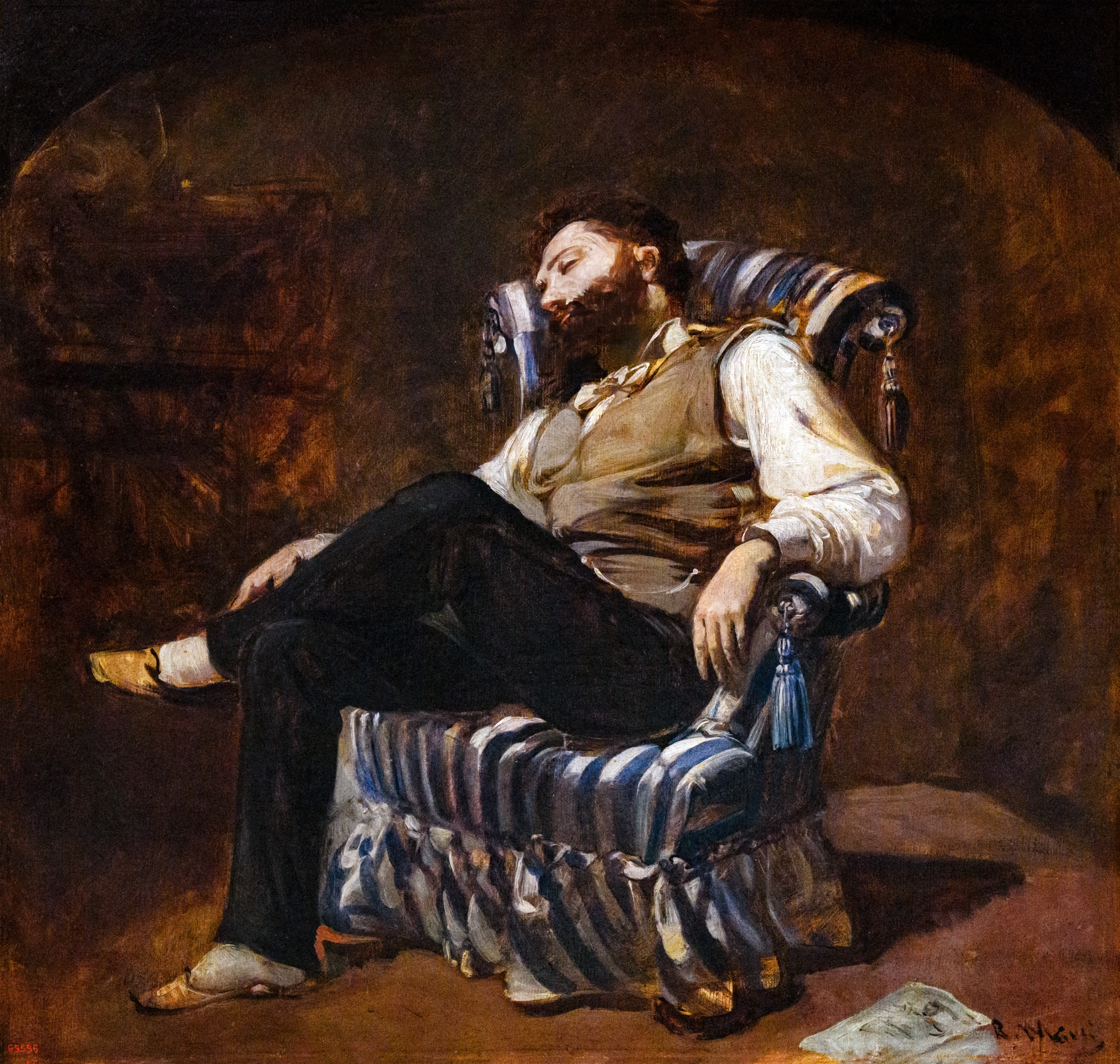
Сиеста (1884)
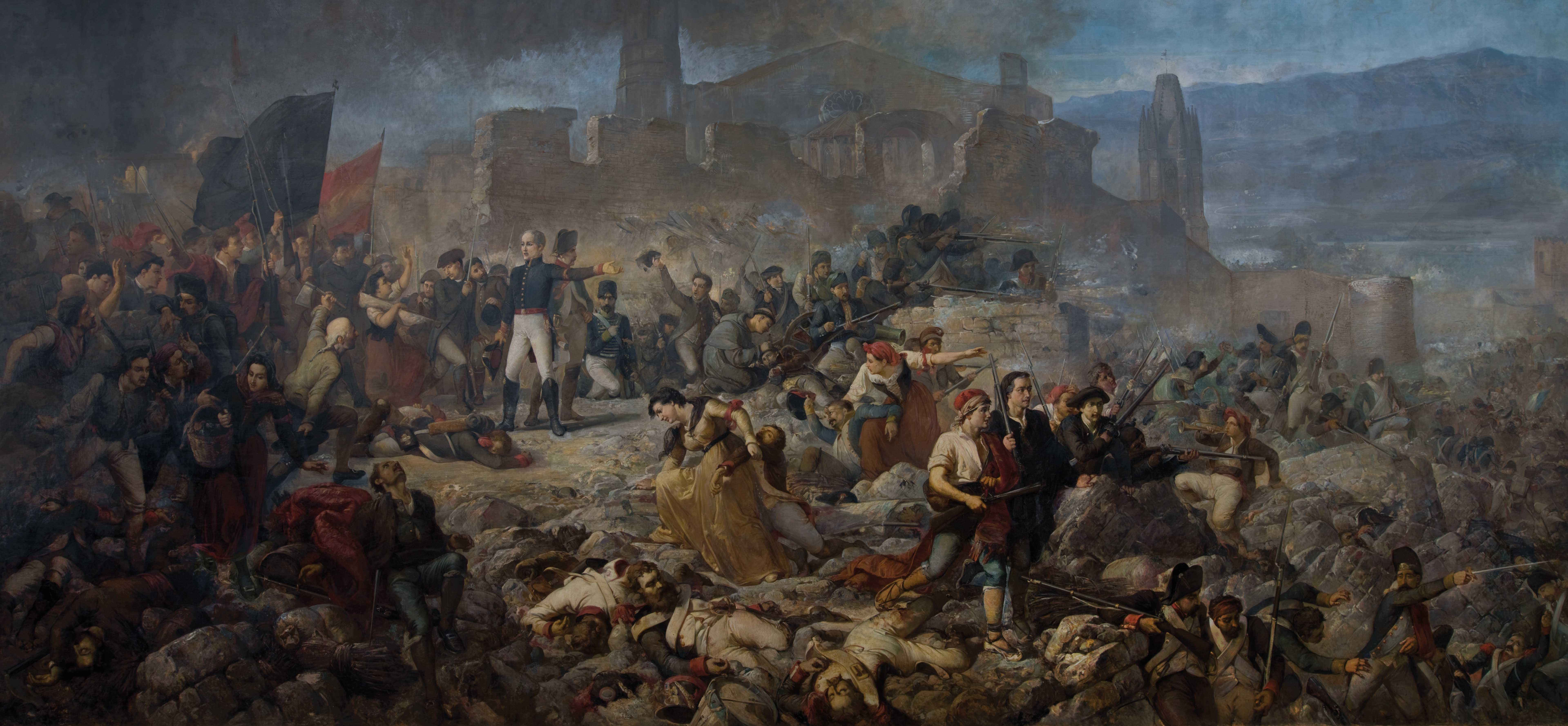
Великий день Жироны (1863)
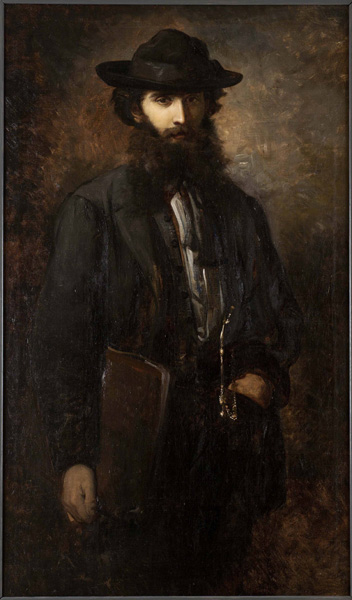
Портрет художника Рамона Тускетса (1867)
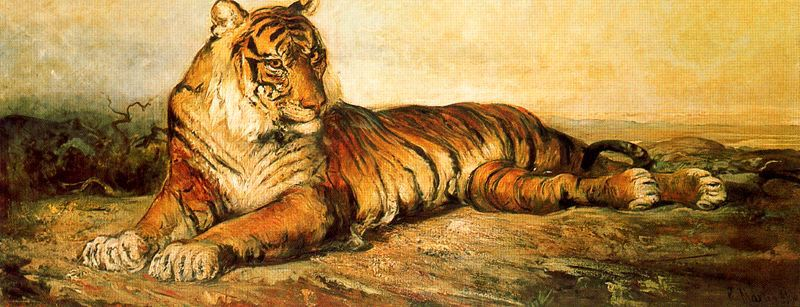
Тигр
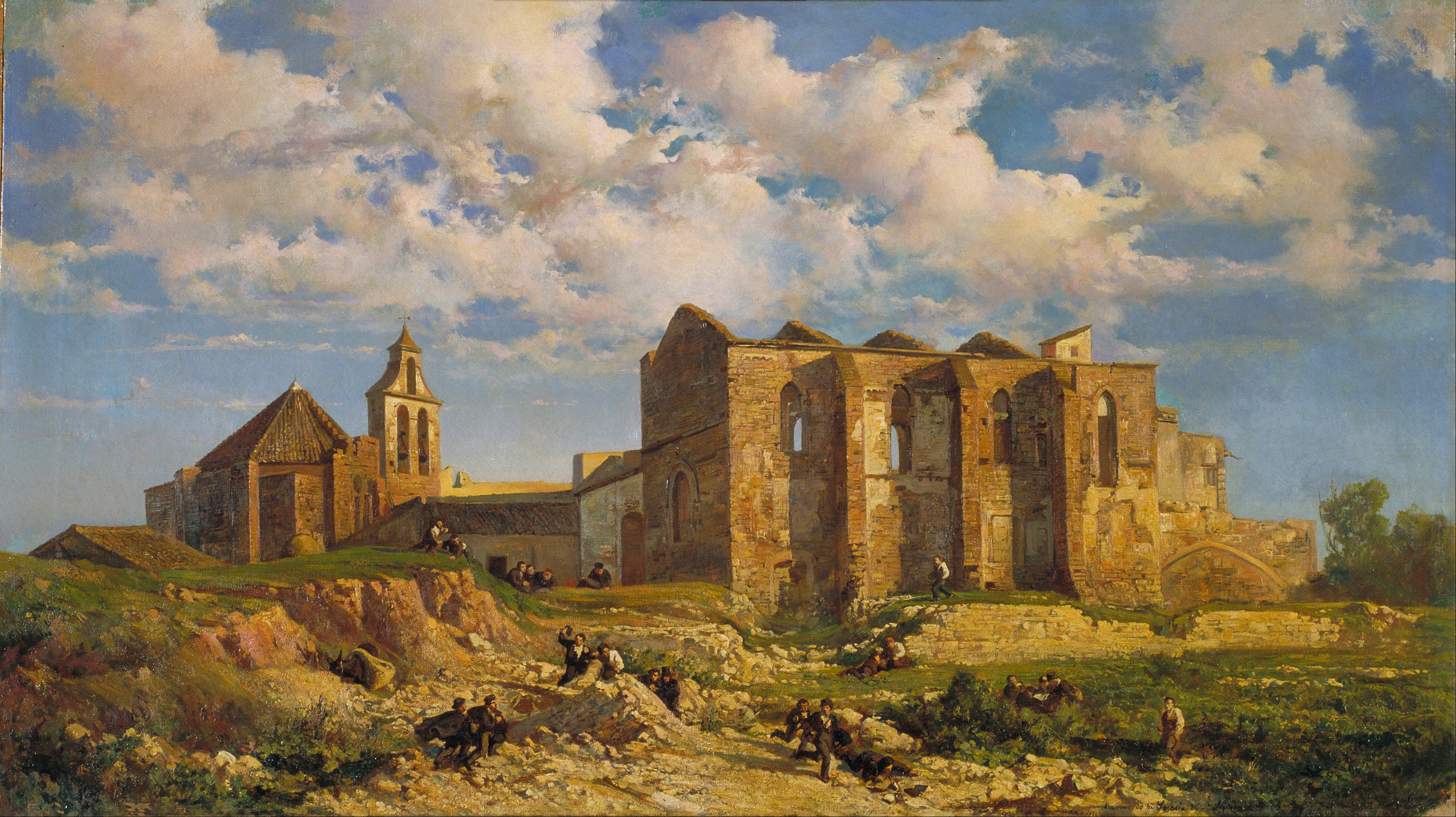
Развалины церкви Сант-Сепулькр
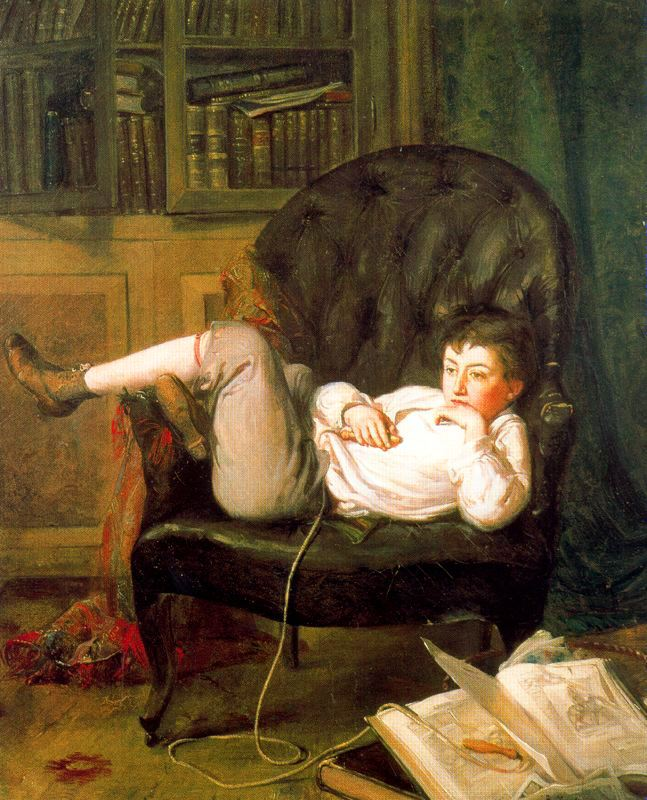
Сын художника
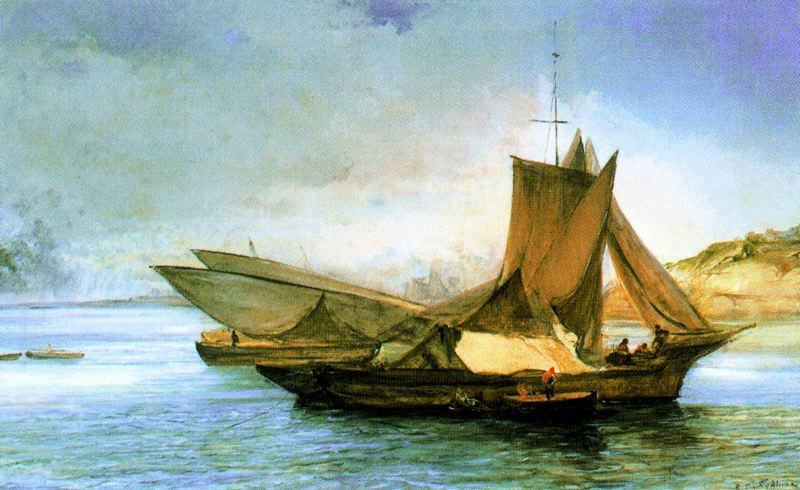
Рыбачьи барки
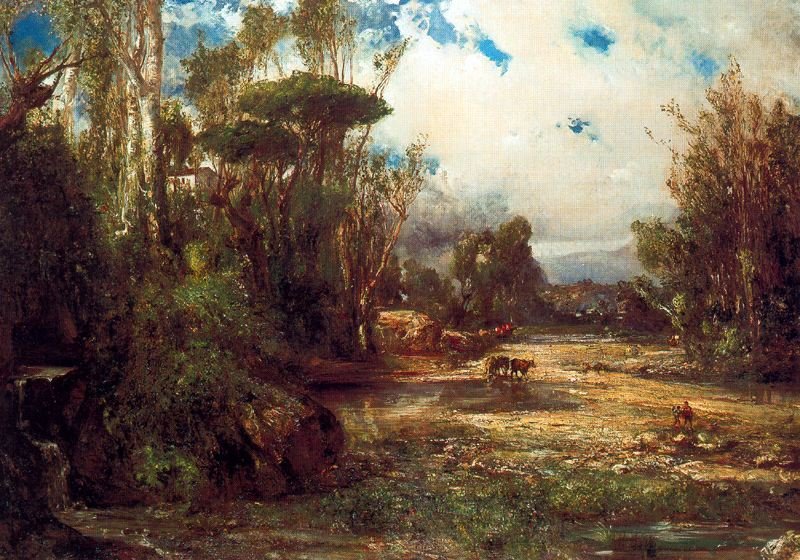
У реки
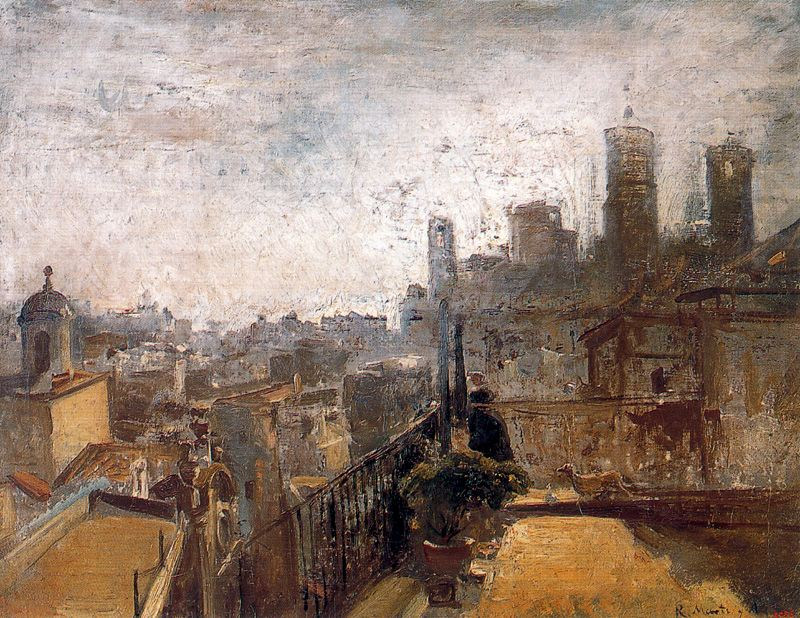
Вид Барселоны
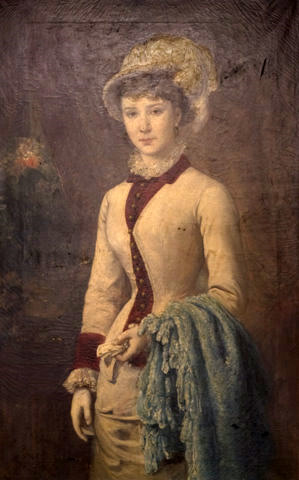
Портрет Марии Жирона-и-Виланова (1873)
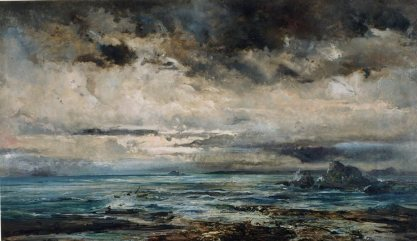
Бурное море